# Walijska Wikipedia
Walijska Wikipedia – walijskojęzyczna, autonomiczna wersja Wikipedii. Walijska wersja wikipedii została uruchomiona w lipcu 2003. 23 czerwca 2007 przekroczyła granicę 10 000 haseł.
Znana jest z szybkiego tempa wzrostu i często była podawana jako przykład rozwoju stron w mało znanych językach. W czerwcu 2007 miała 10 000 artykułów, a w listopadzie 2008, czyli po około półtora roku liczba ta się podwoiła. Ma obecnie (styczeń 2016) 70 000 stron, co czyni ją 62  wikipedią pod względem liczby artykułow. Każdego miesiąca wchodzi na nią około 2.7 miliona użytkowników. Jest dzięki temu najpopularniejszą walijskojęzyczną stroną internetową.
Współzałożyciel Wikipedii, Jimmy Wales w wywiadzie podał tę stronę jako uzasadnienie istnienia Wikipedii funkcjonujących w językach, którymi posługuje się mała liczba osób. Przyznał, że funkcjonuje ona i jest tworzona głównie, by zapobiec wymieraniu języka i wypieraniu go przez język angielski. W 2012 jej patronem został walijski aktor i muzyk- Rhys Ifans.
W 2012 powstała społeczność wikipedystów z Walii – Wici Cymru.
Obecnie na tej Wikipedii jest 512 826 stron, w tym 281 949 artykułów, 13 494 535 edycji, 96 429 zarejestrowanych użytkowników, w tym 122 aktywnych użytkowników, i 11 653 plików. Wskaźnik głębokości wynosi 17.